# Ommerschans
Ommerschans è una località dei Paesi Bassi ricompresa nel territorio del comune di Ommen, nella provincia di Overijssel.